# Phyllophaga subrugosa
Phyllophaga subrugosa är en skalbaggsart som beskrevs av Moser 1924. Phyllophaga subrugosa ingår i släktet Phyllophaga och familjen Melolonthidae. Inga underarter finns listade i Catalogue of Life.